# Santalum macgregorii
Santalum macgregorii är en sandelträdsväxtart som beskrevs av Ferdinand von Mueller. Santalum macgregorii ingår i släktet Santalum och familjen sandelträdsväxter. Inga underarter finns listade i Catalogue of Life.